# Điện Biên
Dien Bien (på vietnamesiska Điện Biên) är en provins i Vietnam. Ytan är 9 544 km² och invånarantalet är 440 100 (2004). Dien Bien bildades 2003 och var innan dess en del av provinsen Lai Chau. Provinsen består av stadsdistrikten Dien Bien Phu (huvudstaden) och Lai Chau samt sex landsbygdsdistrikt: Dien Bien, Dien Bien Dong, Muong Lay, Muong Nhe, Tua Chua och Tuan Giao.